# F.I.N.E.*
«F.I.N.E.*» es un sencillo de la banda de hard rock estadounidense Aerosmith. Fue escrita por el cantante Steven Tyler y el guitarrista Joe Perry. El título de la canción es un acrónimo de «Fucked Up, Insecure, Neurotic, and Emotional», como se indica en las notas de las líneas del álbum.
La canción, con un total de cuatro minutos y nueve segundos, es la segunda pista del álbum de 1989. Lanzado como un sencillo promocional para el rock radio en 1989, donde alcanzó la posición  14 en el Mainstream Rock Tracks de Billboard.

## Posicionamiento
| Lista           | Posición |
| --------------- | -------- |
| Mainstream Rock | 14       |